# Palaestina Prima
Palæstina Prima o Palaestina I fue una provincia bizantina que existió desde finales del siglo IV hasta la conquista musulmana del Levante mediterráneo en la tercera década del siglo VII. Durante un breve periodo de tiempo, entre los años 614 y 628, la provincia estuvo en manos del Imperio sasánida.

## Historia

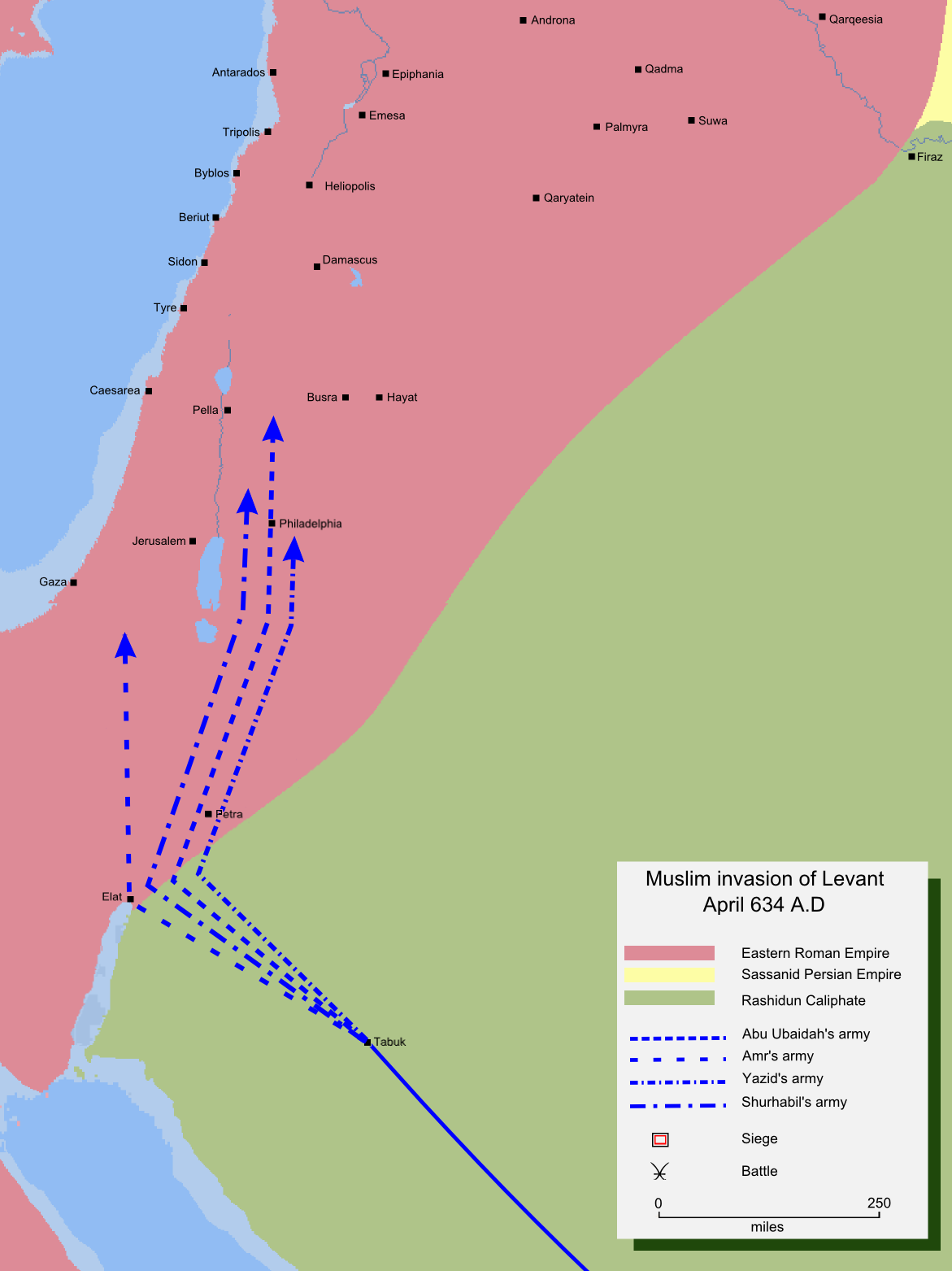
El mapa que detalla la invasión de Palestina por parte de los ejércitos del califato Rashidun (634-639).

La provincia de Palaestina Prima nació a finales del siglo IV mediante una serie de reformas de la administración provincial bizantina que subdividieron muchas provincias en unidades administrativas más pequeñas. El objetivo de estas reformas era limitar las revueltas de los gobernadores provinciales, con importantes guarniciones y fortalezas, así como reducir los territorios controlados por cada gobernador y así circunscribir estas revueltas a un territorio menor. Las provincias se agruparon en regiones llamadas diócesis. De esta manera, la provincia de Siria Palestina y las regiones vecinas se reorganizaron como las provincias de Palaestina Prima, Palaestina Secunda y Palaestina Tertia (también conocida como Palaestina Salutaris), que se traducen al español como Palestina primera, segunda y tercera.Palaestina Prima, con su capital en Cesarea, abarcaba la región central de Palestina, lo que incluía la llanura costera, Judea y Samaria. Palaestina Secunda estableció su capital en Scythopolis e incluía el norte de la actual Jordania, el sur del Valle de Jezreel, la Galilea y el Golán. Palaestina Tertia, con su capital en Petra, incluía el desierto del Néguev, el sur de la actual Jordania y partes de la península del Sinaí. Estas provincias pasaron a formar parte de la Diócesis Orienties, una diócesis que agrupaba las provincias de Oriente Próximo.
A pesar de la dominación cristiana, hasta los siglos IV y V los samaritanos tuvieron cierta autonomía en la región montañosa de Samaria, un proceso que se intensificaría gradualmente hasta desembocar en una serie de revueltas. Las cuatro principales revueltas samaritanas que tuvieron lugar durante este periodo causaron la práctica extinción de la comunidad samaritana en la zona, así como importantes pérdidas para los cristianos. A finales del siglo VI, los bizantinos y sus aliados, los gasánidas, comenzaron a tomar una clara ventaja en el conflicto.
En 602 estalló la última guerra bizantino-sasánida. En 613, los persas invadieron el Levante mediterráneo y los judíos se rebelaron contra el Imperio bizantino con la esperanza de asegurar cierta autonomía para Jerusalén. Al año siguiente, las fuerzas persas y judías capturaron Cesarea y Jerusalén, destruyeron sus iglesias, masacraron a su población cristiana y se llevaron la Vera Cruz y otras reliquias a la capital persa, Ctesifonte. El acontecimiento supuso una conmoción para el mundo cristiano. Desde los días de Constantino el Grande, Jerusalén había sido la emblemática capital del cristianismo y el centro simbólico del mundo. Los judíos se encontraban en una posición predominante en Jerusalén, pero los persas encontraron más adecuado aliarse con los cristianos, que suponían una abrumadora mayoría en Palaestina Prima, por lo que en el año 617 les devolvieron la ciudad a los cristianos. Mientras tanto, el emperador bizantino Heraclio lanzó una exitosa contraofensiva. Durante 627 y 628 avanzó por el corazón del territorio persa. Los persas pidieron la paz y tuvieron que devolver tanto las provincias romanas que habían capturado como las reliquias robadas. En marzo de 629, Heraclio volvió triunfante a Jerusalén portando la Vera Cruz. Heraclio había prometido perdonar a los judíos por su traición durante la conquista persa, pero los cristianos no habían olvidado las atrocidades cometidas por los judíos en la toma de Jerusalén. Ante la presión de los cristianos, Heraclio decretó la expulsión de los judíos de Jerusalén y la ejecución de aquellos que hubiesen participado en la revuelta.
El control bizantino de la provincia duró poco tiempo. En el año 636, Palaestina Prima se perdió definitivamente ante las tropas musulmanas durante la conquista musulmana de Siria y Palestina.

## Demografía
La población de Palestina llegó a su cénit durante la era bizantina. Las regiones centrales de Palaestina Prima estaban habitadas principalmente por cristianos bizantinos de habla griega y por samaritanos, mientras que Palaestina Secunda estaba poblada sobre todo por cristianos árabes gasánidas y Palaestina Tertia por árabes nabateos. Las revueltas samaritanas de los siglos V y VI, así como la subsiguiente eliminación de sus comunidades, supuso una importante merma en el número de sus habitantes. Muchos samaritanos se convirtieron al cristianismo.
Según la hagiografía del siglo VI Vida de Barsauma, que trata de un monje monofisita itinerante, los judíos y los paganos eran mayoría en Palestina en el siglo V. Sin embargo, diversos historiadores han cuestionado esta afirmación.
Dependiendo del momento del que se hable, habría que añadir a la demografía de Palaestina Prima la presencia de un importante número de tropas bizantinas o persas.

## Religión
Durante el periodo bizantino, Palestina Prima se fue convirtiendo progresivamente en uno de los epicentros del cristianismo, atrajo a numerosos monjes y académicos religiosos de Oriente Próximo y de Europa Meridional, y abandonó los cultos romanos y helenísticos de épocas anteriores. Tanto el arrianismo como otras formas de cristianismo se encontraron con un entorno hostil en la región.
Una serie de variantes de la religión mosaica fueron todavía muy populares entre los siglos IV y VI, practicadas por comunidades etno-religiosas como los samaritanos y los judíos. Sin embargo, el declive de las poblaciones samaritanas y judías debido tanto a la guerra como a la conversión, sobre todo durante los siglos VI y VII, hizo que también sus respectivas religiones decayesen. Hacia el fin del periodo bizantino quedaban cada vez menos sinagogas, muchas de las cuales habían sido destruidas en incidentes violentos. Hebrón fue una de las últimas ciudades con una presencia judía significativa (a pesar de que la Tumba de los Patriarcas se había sido convertido ya en una iglesia).